# Albion Football Club
L'Albion Football Club SAD, noto semplicemente come Albion, è una società calcistica di Montevideo, in Uruguay. È il club calcistico, ancora in attività, più antico del paese, e per questo è parte del Club of Pioneers, associazione che accoglie i club più longevi per ogni federazione.

## Storia
Fondato come "Football Association" il 1º giugno 1891 dall'anglo-tedesco Enrique Lichtenberger, allievo della English School di Montevideo, insieme ad altri studenti dello stesso istituto, è il club più antico del Paese sudamericano.
Nel 1892 venne ribattezzato "Albion Foot Ball Club", in omaggio all'Inghilterra (altresì nota con l'antico nome di "Albione"), Paese che aveva inventato il gioco del calcio.

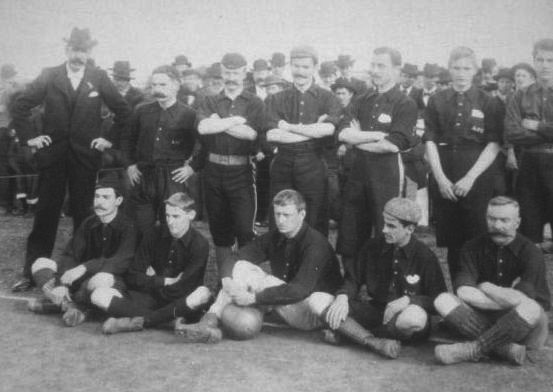
L'Albion nel 1898.

Nel 1896 l'Albion divenne la prima squadra uruguaiana a vincere una partita all'estero: travolse infatti per 4-1 il Retiro (uno dei principali club argentini dell'epoca) a Buenos Aires, replicando l'impresa battendo per 5-3, sempre nella capitale argentina, il Belgrano.

L'impresa sarebbe stata omaggiata dall'Asociación Uruguaya de Fútbol con la scelta di far disputare alla nazionale di calcio dell'Uruguay la sua prima storica partita, il 16 maggio 1901 a Montevideo contro l'Argentina, indossando la maglia dell'Albion (anche se poi la scelta definitiva della divisa di gioco da parte dell'AUF sarebbe caduta, nel 1910, sulla tenuta da trasferta del River Plate di Montevideo).
Sul finire del XIX secolo, l'Albion subì il distacco di alcuni soci, che fondarono il club dell'"Uruguay Athletic de la Union": nel 1899 quest'ultima società si fuse con un altro club, il "Montevideo Football Club", formando l'attuale Nacional di Montevideo.
Nel 1900 l'Albion disputò il primo campionato uruguaiano della storia, giungendo secondo alle spalle del CURCC (attuale Peñarol).
Già nel 1909 l'Albion si distaccò però dall'AUF, militando a livello calcistico solo nella Liga Universitaria, ma dedicandosi per lo più ad altre attività quali il baseball, l'atletica leggera e la pallacanestro.
Solo nel 1976 l'Albion fece ritorno nei campionati AUF, militando in Divisional Extra. Nel primo anno si fuse con lo Sportivo Miramar, prendendo il nome di "Albion Miramar". Già l'anno dopo, tuttavia, i due club si scissero, tornando all'originaria denominazione.
Dopo 113 anni l'Albion è tornato a militare nella Massima serie uruguaiana.

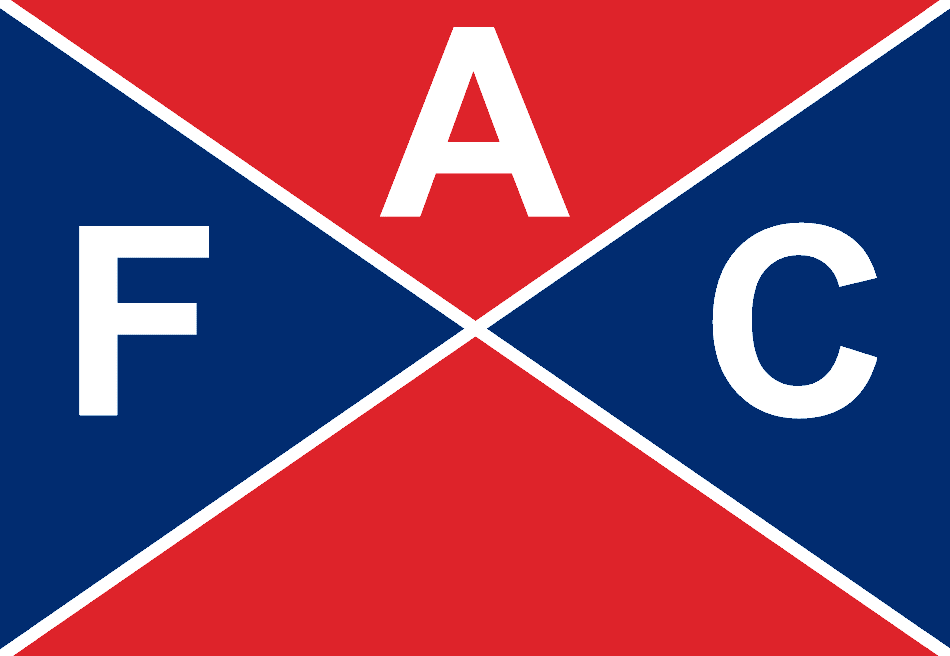
Albion bandiera.

## Palmarès

### Competizioni nazionali
- Copa de Competencia: 1

1900
- Primera División Amateur de Uruguay: 1

2017
- Segunda División Profesional de Uruguay: 1

2021

### Altri piazzamenti
- Campionato uruguaiano:

Secondo posto: 1900
- Segunda División Amateur de Uruguay:

Secondo posto: 2003
Terzo posto: 2001, 2014-2015